# Tom Vaughan-Lawlor
Tom Vaughan-Lawlor (* 1977 in Dundrum, Dublin) ist ein irischer Schauspieler. Internationale Bekanntheit erlangte er durch die Rolle des Magiers Ebony Maw im Marvel-Film Avengers: Infinity War.

## Leben und Karriere
Tom Vaughan-Lawlor wurde in der irischen Hauptstadt Dublin geboren, wo er das De La Salle College im Bezirk Churchtown besuchte. Später schloss er auch das Trinity College Dublin mit einem Abschluss in Dramatik erfolgreich ab und studierte später an der Royal Academy of Dramatic Art in London.
Nach dem Abschluss der Academy begann seine Karriere am Theater, wo er etwa als Besetzungsmitglied des Abbey Theatre durch die Vereinigten Staaten tourte und in Stücken wie The Quare Fellow, This Lime Tree Bower, Der Held der westlichen Welt, Drei Schwestern oder Saved von Edward Bond. 2008 spielte er die Rolle des Lygsrand in Die Frau vom Meer und die des Dauphin in Heinrich V. am Royal Exchange in Manchester, wofür er mit dem Ian Charleson Award ausgezeichnet wurde. Für seine Darstellung in Bertolt Brechts Der aufhaltsame Aufstieg des Arturo Ui wurde er 2009 erstmals mit dem Irish Times Best Actor Theatre Award ausgezeichnet. 2014 konnte er diesen Preis erneut gewinnen.
Sein Schauspieldebüt vor der Kamera gab Vaughan-Lawlor 2006 in dem irischen Film The Tiger's Tail an der Seite von Schauspielgrößen wie Brendan Gleeson, Ciarán Hinds und Sinéad Cusack. Ein Jahr darauf folgte sie Rolle des Robert Fowle in Geliebte Jane, in dem etwa auch Anne Hathaway und James McAvoy mitspielten. Von 2010 bis 2014 spielte Vaughan-Lawlor die Rolle des Nigel "Nidge" Delaney in der Krimiserie Love/Hate, für die er etwa 2012 bei den 9th Irish Film & Television Awards als Bester Nebendarsteller in einer Dramaserie ausgezeichnet wurde. Parallel während dieses Engagements stand er weiterhin auf zahlreichen Theaterbühnen, so etwa in einer West-End-Inszenierung von All My Sons oder 2013 in Juno and the Paycock.
Weitere Serienauftritte verbuchte er in Peaky Blinders – Gangs of Birmingham oder der Polit-Miniserie Charlie, die auf dem Leben von Charles Haughey, dargestellt von Aidan Gillen, basierte. 2016 übernahm er Nebenrollen in den Filmen Ein verborgenes Leben – The Secret Scripture und The Infiltrator, neben Bryan Cranston und Diane Kruger. 2018 und 2019 übernahm er in den Superheldenfilmen Avengers: Infinity War, respektive Avengers: Endgame, welche Teil des Marvel Cinematic Universe sind, die Rolle des Magiers und Black-Order-Anhängers Ebony Maw.

## Privates
Vaughan-Lawlor lebt derzeit in der Ortschaft Whitstable im Südosten Englands zusammen mit seiner Frau Claire Cox, die ebenfalls Schauspielerin ist, und dem gemeinsamen Sohn Freddie. Sein Vater und sein Sohn spielten beide jeweils kleine Rollen in Love/Hate.

## Filmografie (Auswahl)
- 2006: The Tiger's Tail
- 2007: Geliebte Jane (Becoming Jane)
- 2010–2014: Love/Hate (Fernsehserie, 28 Episoden)
- 2012: Foxes (Kurzfilm)
- 2013: Peaky Blinders – Gangs of Birmingham (Peaky Blinders, Fernsehserie, Episode 1x05)
- 2015: Charlie (Mini-Serie, 3 Episoden)
- 2016: Trial of the Century (Mini-Serie, 3 Episoden)
- 2016: The Infiltrator
- 2016: The Secret Agent (Mini-Serie, 3 Episoden)
- 2016: Ein verborgenes Leben – The Secret Scripture (The Secret Scripture)
- 2017: Daphne
- 2017: Maze – Ein genialer Ausbruch (Maze)
- 2017: The Cured: Infiziert. Geheilt. Verstoßen. (The Cured)
- 2018: Avengers: Infinity War
- 2019: Avengers: Endgame
- 2019: Dublin Murders (Fernsehserie)
- 2019: Rialto
- 2020: The Bright Side
- 2021, 2024: What If…? (Fernsehserie, 3 Episoden, Stimme)
- 2023: The Book of Clarence
- 2023: Baltimore
- 2024: The Beautiful Game

## Auszeichnungen
Irish Film and Television Award
- 2022: Nominierung als Bester Nebendarsteller (The Bright Side)
- 2025: Auszeichnung als Bester Nebendarsteller – Drama (Say Nothing)[5][6]